# اسپانبرگ
اسپانبرگ (به آلمانی: Spannberg) یک منطقهٔ مسکونی در اتریش است که در ناحیه گنزرندورف واقع شده‌است. اسپانبرگ ۹۸۳ نفر جمعیت دارد.